# Paus Theodorus II van Alexandrië
Paus Theodorus II (Arabisch: البابا تواضروس الثاني, al-Bābā Tawāḍurūs aṯ-Ṯānī) (El-Mansoera, 4 november 1952) is sinds 18 november 2012 de 118e paus van de Koptisch-orthodoxe Kerk en de primus inter pares van de Oriëntaals-orthodoxe Kerken, nadat hij op 4 november 2012 werd geloot.
Theodorus II werd geboren als Wağīh Ṣubḥī Bāqī Sulaymān. Hij studeerde farmacie aan de Universiteit van Alexandrië en was directeur van een medicijnenfabriek. In 1988 werd hij monnik in een klooster in de Scetische Woestijn. In 1997 werd hij tot bisschop gewijd in Beheira in de Nijldelta. Hij bekleedde die functie tot hij in 2012 tot paus werd verkozen.
Marcus I · Anianus · Avilius · Kedron · Primus · Justus · Eumenes · Marcianus · Celadion · Agrippinus · Julianus · Demetrius · Heraclas · Dionysius · Maximus · Theonas · Petrus I · Achillas · Alexander I · Athanasius · Petrus II · Timoteüs I · Theophilus · Cyrillus I · Dioscorus I · Timoteüs II · Petrus III · Athanasius II · Johannes I · Johannes II · Dioscorus II · Timoteüs III · Theodosius I · Doroteüs · Damianus · Anastasius · Andronicus · Benjamin I · Agatho · Johannes III · Isaak · Simeon I · Alexander II · Cosmas I · Theodosius II · Michaël I · Mina I · Johannes IV · Marcus II · Jacobus · Simeon II · Jozef I · Michaël II · Cosmas II · Sjenoeda I · Michaël III · Gabriël I · Cosmas III · Macarius I · Theofilus II · Mina II · Abraham · Filoteüs · Zacharias · Sjenoeda II · Christodulus · Cyrillus II · Michaël IV · Macarius II · Gabriël II · Michaël V · Johannes V · Marcus III · Johannes VI · Cyrillus III · Athanasius III · Johannes VII · Gabriël III · Johannes VII · Theodosius III · Johannes VIII · Johannes IX · Benjamin II · Petrus V · Marcus IV · Johannes X · Gabriël IV · Matteüs I · Gabriël V · Johannes XI · Matteüs II · Gabriël VI · Michaël VI · Johannes XII · Johannes XIII · Gabriël VII · Johannes XIV · Gabriël VIII · Marcus V · Johannes XV · Matteüs III · Marcus VI · Matteüs IV · Johannes XVI · Petrus VI · Johannes XVII · Marcus VII · Johannes XVIII · Marcus VIII · Petrus VII · Cyrillus IV · Demetrius II · Cyrillus V · Johannes XIX · Macarius III · Jozef II · Cyrillus VI · Sjenoeda III · Theodorus II